# 1968

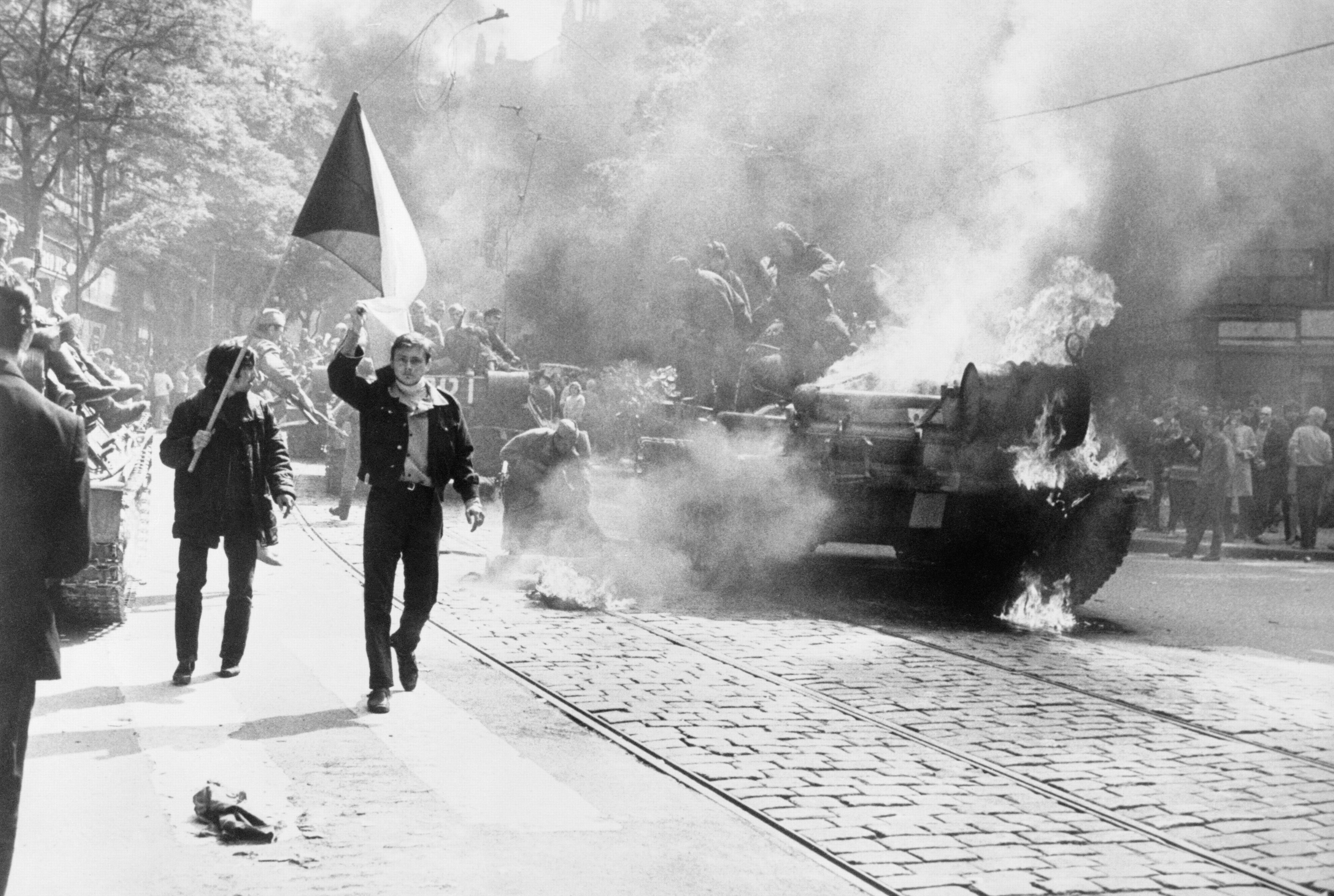
Foto raffigurante l'invasione da parte dell'Unione Sovietica della Cecoslovacchia ponendo fine alla Primavera di Praga

Il 1968 (MCMLXVIII in numeri romani) è un anno bisestile del XX secolo.

## Eventi
- Ha il suo apice il movimento socioculturale e di protesta ricordato complessivamente come Il Sessantotto.

### Gennaio
- La Banca di Svezia costituisce un fondo per un Premio per l'economia dedicato ad Alfred Nobel, riconoscimento che diviene nei fatti una sorta di Premio Nobel aggiuntivo.
- 4 gennaio
  - Corrado Mantoni conduce per la prima volta il programma radiofonico La corrida, trasmesso sulla seconda rete della Rai.
  - Jimi Hendrix, in tournée in Scandinavia, danneggia la sua camera d'albergo e viene arrestato a Stoccolma.
  - Viene costituita la città di Lamezia Terme, dall'unione amministrativa dei comuni di Nicastro, Sambiase e Sant'Eufemia Lamezia.
- 5 gennaio – Alexander Dubček sale al potere. In Cecoslovacchia comincia la Primavera di Praga.
- 15 gennaio – Sicilia: il Terremoto del Belice causa la morte di 370 persone.
- 22 gennaio – Mar del Giappone: una nave della marina militare americana, la Pueblo, viene catturata da unità della marina nordcoreana. Gli 88 marinai della nave saranno trattenuti dalla Corea del Nord fino al 23 dicembre.
- 30-31 gennaio – Vietnam: inizia l'Offensiva del Têt pianificata dal comandante dell'esercito nord-vietnamita Võ Nguyên Giáp (Guerra del Vietnam).
- 31 gennaio – Nauru dichiara la sua indipendenza dall'Australia.

### Febbraio
- 6-18 febbraio – Grenoble, Francia: si svolgono i X Giochi olimpici invernali.
- 12 febbraio – Guerra del Vietnam: massacro di Phong Nhi e Phong Nhàt
- 17 febbraio – Romania: una riforma amministrativa divide il paese in 39 contee.
- 24 febbraio – Guerra del Vietnam: l'Offensiva del Têt viene fermata.

### Marzo
- 1º marzo – Roma: di fronte alla facoltà di architettura dell'Università di Roma a Valle Giulia si verificano violentissimi scontri tra gli studenti e la polizia. L'accaduto dà il via a una serie di occupazioni in numerose università italiane.
- 4 marzo – New York: al Madison Square Garden Nino Benvenuti batte Emile Griffith e torna campione mondiale dei pesi medi di pugilato.
- 7 marzo – Guerra del Vietnam: finisce la prima battaglia di Saigon.
- 12 marzo – Indipendenza di Mauritius.
- 16 marzo – Roma: un gruppo di missini guidato da Giorgio Almirante e Giulio Caradonna irrompe nella facoltà di Lettere dell'Università. Nel corso degli incidenti resta gravemente ferito il leader degli studenti Oreste Scalzone.
- 16 marzo – Guerra del Vietnam: soldati americani entrano nel villaggio di My Lai ed uccidono circa 450 persone, in gran parte anziani, donne e bambini. Massacro di My Lai.
- 18 marzo
  - Italia: viene approvata la legge 444 che istituisce la scuola materna pubblica.
  - Italia: viene approvata la legge 431 sull'assistenza psichiatrica, che introduce il ricovero volontario: il malato di mente è visto come un soggetto da curare e non solo da rinchiudere.
  - Milano: gli operai della Pirelli-Bicocca danno vita al primo CUB (Comitato Unitario di Base), che contesta duramente l'accordo sul contratto nazionale della gomma firmato il 3 febbraio.
- 24 marzo – Torino: il Cardinale Michele Pellegrino officia la prima messa in italiano.
- 26 marzo – si tiene al Liceo ginnasio statale Terenzio Mamiani di Roma la prima assemblea autorizzata legalmente della scuola italiana.
- 26 marzo – Orgosolo: viene arrestato a un posto di blocco il bandito Graziano Mesina.
- 27 marzo – lutto nazionale in Unione Sovietica per la scomparsa di Jurij Gagarin in un incidente aereo.

### Aprile
- 4 aprile – Memphis, Stati Uniti: Martin Luther King viene assassinato a colpi di pistola sparati da James Earl Ray.
- 6 aprile – la Spagna vince l'Eurovision Song Contest, ospitato a Londra, Regno Unito.
- 7 aprile – il due volte campione del mondo di Formula 1 Jim Clark muore in un incidente sul circuito di Hockenheim, in Germania, durante una gara di Formula 2.
- 11 aprile – Berlino: un uomo ferisce gravemente a colpi di pistola il leader degli studenti Rudi Dutschke, che non si riprenderà più completamente dalle lesioni fino a morire nel 1979 per le conseguenze dell'attentato.
- 14 aprile – Pasqua cattolica
- 19 aprile – Valdagno: gli operai degli stabilimenti Marzotto in sciopero resistono alle cariche della polizia e danno vita a una battaglia in tutto il paese che si conclude con 42 arresti. La statua del fondatore della fabbrica, il conte Gaetano Marzotto, viene abbattuta[1].

### Maggio
- 1º maggio – Italia, l'ingegnere bolognese Giorgio Rosa dichiara l'indipendenza dell'Isola delle Rose.
- 10 e 11 maggio – Parigi: nel Quartiere latino scoppiano gravi incidenti tra la polizia e gli studenti delle università di Nanterre e della Sorbona. Il 13 maggio sfilano 800.000 persone a una manifestazione delle sinistre: è l'apice del Maggio francese.
- 19 maggio – Italia: elezioni politiche
- 26 maggio – Milano: allo Stadio Giuseppe Meazza di San Siro Sandro Mazzinghi batte Ki-Soo Kim e torna Campione Mondiale dei pesi Medi Junior di Pugilato.
- 30 maggio – Parigi: in seguito alle vaste proteste contro il governo, il Presidente della Repubblica Charles de Gaulle proclama lo scioglimento dell'Assemblea Nazionale e indice nuove elezioni. Gabriel Garcia Marquez pubblica "Cent'anni di solitudine".

### Giugno
- 3 giugno – la femminista radicale Valerie Solanas spara a Andy Warhol all'entrata dello studio dell'artista.
- 4 giugno – Canada: Pierre Trudeau viene eletto come quindicesimo primo ministro.
- 5 giugno – Los Angeles, Stati Uniti: viene assassinato il candidato democratico alla presidenza degli Stati Uniti Robert Kennedy, fratello di John.
- 8 giugno – James Earl Ray viene arrestato per l'omicidio di Martin Luther King Jr.
- 10 giugno – Roma: la Nazionale italiana di calcio vince i Campionati europei battendo la Jugoslavia.
- 13 giugno – In attesa dei chiarimenti interni al mondo socialista, resi necessari dopo il deludente risultato elettorale della lista unitaria PSI-PSDI, Giovanni Leone forma un governo monocolore democristiano che sarà definito “balneare” perché destinato solo a traghettare il paese fuori dalla stagione estiva.
- 17 giugno – Malaysia: il partito comunista malese provoca una seconda insurrezione e viene imposto nuovamente lo stato di emergenza alla nazione.

### Luglio
- 3 luglio – Italia: viene fondata l'Associazione Italiana Calciatori, con Sergio Campana presidente.
- 11 luglio – Giappone: viene lanciata dalla casa editrice Shūeisha la rivista Weekly Shonen Jump.
- 13 luglio – Roma: si conclude il controverso processo all'intellettuale Aldo Braibanti, condannato a 9 anni di reclusione per plagio.
- 17 luglio – Iraq: il partito Ba'th è riportato al potere ancora da un colpo di Stato.
- 18 luglio - A Santa Clara (California) viene fondata la Intel Corporation, multinazionale statunitense produttrice di semiconduttori e microprocessori.
- 25 luglio – Città del Vaticano: viene resa pubblica l'enciclica Humanae Vitae, in cui papa Paolo VI condanna ogni forma di contraccezione con metodi artificiali e ribadisce come legittima la sola sessualità coniugale a scopi procreativi.

### Agosto
- 13 agosto - Alekos Panagulis compie un attentato contro il dittatore greco Georgios Papadopoulos
- 15 agosto
  - A Città del Messico 40.000 manifestanti protestano contro la repressione in atto nel Paese.
  - Il capo di Stato della Romania, Nicolae Ceaușescu, si reca in visita a Praga manifestando il proprio sostegno al Nuovo corso. Nell'occasione viene rinnovato il Trattato di cooperazione tra i due Paesi.
- 20 agosto – Cecoslovacchia: intorno alle 23:00[2], le truppe del Patto di Varsavia invadono il paese mettendo fine alla Primavera di Praga, l'esperimento politico di "socialismo dal volto umano" condotto da Alexander Dubček.
- 21 agosto – Signa (Firenze): Antonio Lo Bianco e Barbara Locci, una coppia di amanti di origine sarda, viene assassinata a colpi di pistola, a bordo di un Alfa Romeo Giulietta. Le indagini conducono al marito della donna, Stefano Mele, che si sospetta possa aver commesso il delitto per gelosia. L'uomo inizialmente nega, poi confessa, lasciando tuttavia molti dubbi sulla sua effettiva colpevolezza. La pistola non verrà mai ritrovata e nel 1982, si scoprirà per puro caso, che è la stessa arma utilizzata per commettere tutti gli omicidi del cosiddetto Mostro di Firenze.
- 24 agosto – la Francia fa detonare la sua prima bomba all'idrogeno.
- 25 agosto – Venezia: il festival del cinema viene contestato da un vasto schieramento di registi e attori. L'apertura della Mostra viene posticipata.

### Settembre
- 1º settembre – Vittorio Adorni conquista sul circuito del Santerno a Imola il titolo di Campione del Mondo di ciclismo su strada professionisti con una fuga solitaria che futterà al traguardo un vantaggio di ben 9 minuti e 50 secondi sul secondo arrivato, il belga Van Springel.
- 6 settembre
  - Lo Swaziland dichiara l'indipendenza dal Regno Unito.
  - Mesrine, il più famoso bandito francese, fugge in Canada per sfuggire alla cattura.
- 8 settembre – Stadio del Decennale di Varsavia: si tengono le celebrazioni della festa nazionale organizzate dal regime comunista. Davanti al folto pubblico (sono presenti anche numerosi giornalisti e diplomatici stranieri), Ryszard Siwiec, un filosofo dissidente ed ex militare dell'Armia Krajowa si dà fuoco in segno di protesta per l'invasione della Cecoslovacchia da parte delle truppe del Patto di Varsavia avvenuta venti giorni prima (Primavera di Praga).
- 9 settembre – Chicago: Dopo una convention i maggiori leader del movimento studentesco vengono arrestati e processati, conseguenti violente manifestazioni di protesta in tutto il paese.
- 11 settembre – il generale francese René Cogny e altre 94 persone muoiono nell'incidente dell'Air France Caravelle, nei pressi di Nizza, nel Mediterraneo.

### Ottobre
- 2 ottobre – Città del Messico, Messico : l'esercito spara con le mitragliatrici su una manifestazione studentesca. I morti sono oltre cento, è il massacro di Tlatelolco. Viene gravemente ferita anche la giornalista italiana Oriana Fallaci.
- 3 ottobre - Perù: con un colpo di Stato militare il generale Juan Velasco Alvarado depone il presidente Fernando Belaunde Terry.
- 8 ottobre – Guerra del Vietnam: operazione Sealords: gli USA e il Vietnam del Sud lanciano la nuova operazione sul delta del Mekong.
- 11 ottobre – la NASA lancia il programma Apollo 7.
- 12 ottobre – la Guinea Equatoriale riceve l'indipendenza dalla Spagna.
- 12-27 ottobre – Città del Messico, Messico: si svolgono i Giochi della XIX Olimpiade, nonostante le polemiche seguite al massacro di Tlalelolco di 10 giorni prima. Durante la cerimonia inaugurale, in segno di protesta verrà fatto sventolare un aquilone con l’effige di una colomba nera: è la prima di una serie di contestazioni su diversi temi, che culminerà con la premiazione dei 200 metri piani, quando gli atleti americani Tommie Smith e John Carlos alzeranno al cielo un pugno guantato di nero, simbolo del movimento delle Pantere Nere, per porre l’attenzione sul problema delle discriminazioni dei neri negli Stati Uniti.
- 25 ottobre – Torino: FIAT e Citroën annunciano un accordo di collaborazione reciproca sul piano tecnico-commerciale.

### Novembre
- 4-13 novembre – Tel Aviv, Israele: III Giochi paralimpici estivi
- 4-30 novembre – New York, USA: Fondazione Calvin Klein Inc.
- 5 novembre – Stati Uniti: il repubblicano Richard Nixon è eletto presidente degli Stati Uniti.
- 17 novembre – Atene: un tribunale militare condanna a morte Alexandros Panagulis per il fallito attentato al primo ministro Geōrgios Papadopoulos. La sentenza verrà sospesa in seguito alle proteste dell'opinione pubblica internazionale.
- 19 novembre - Bamako (Mali): Colpo di Stato del generale Moussa Traoré che spodesta il presidente Modibo Keïta.
- 22 novembre – primo bacio interrazziale nella storia della televisione negli USA, in un episodio di Star Trek.

### Dicembre
- 2 dicembre – Eccidio di Avola: la polizia spara sui braccianti durante uno sciopero. Muoiono due manifestanti, i feriti sono decine.
- 13 dicembre. – Roma. Il nuovo governo italiano giura al Quirinale: ennesima riedizione del Centro-sinistra, è presieduto per la prima volta segretario della DC Mariano Rumor.
- 16 dicembre - Il Governo spagnolo revoca simbolicamente, su indicazione del Vaticano II, il Decreto dell'Alhambra.
- 20 dicembre – David Arthur Faraday, 17 anni, e Betty Lou Jensen, 16, sono uccisi con arma da fuoco sulla Lake Herman Road ai confini della città di Benicia, California. Primo omicidio del serial killer "Zodiac".
- 27 dicembre – la missione spaziale Apollo 8 rientra sulla Terra, dopo aver effettuato 10 orbite intorno alla Luna ed aver inviato, il giorno della vigilia di Natale, le prime immagini della Terra viste dal lato del nostro satellite.
- 28 dicembre – in risposta al dirottamento del volo El Al 253, avvenuto due giorni prima all’aeroporto di Atene, le forze israeliane lanciano un attacco all'aeroporto di Beirut, distruggendo poco più di una dozzina di velivoli.
- 31 dicembre – nell'ambito della contestazione giovanile e del Sessantotto avvengono i Fatti della Bussola a Marina di Pietrasanta.

## Nati
Ci sono circa 3 940 voci su persone nate nel 1968; vedi la pagina Nati nel 1968 per un elenco descrittivo o la categoria Nati nel 1968 per un indice alfabetico.

## Morti
Ci sono circa 1 160 voci su persone morte nel 1968; vedi la pagina Morti nel 1968 per un elenco descrittivo o la categoria Morti nel 1968 per un indice alfabetico.

## Calendario
| Calendario 1968 | Calendario 1968 | Calendario 1968 | Calendario 1968 | Calendario 1968 | Calendario 1968 | Calendario 1968 | Calendario 1968 | Calendario 1968 | Calendario 1968 | Calendario 1968 | Calendario 1968 | Calendario 1968 | Calendario 1968 | Calendario 1968 | Calendario 1968 | Calendario 1968 | Calendario 1968 | Calendario 1968 | Calendario 1968 | Calendario 1968 | Calendario 1968 | Calendario 1968 | Calendario 1968 | Calendario 1968 | Calendario 1968 | Calendario 1968 | Calendario 1968 | Calendario 1968 | Calendario 1968 | Calendario 1968 | Calendario 1968 | Calendario 1968 |
| --------------- | --------------- | --------------- | --------------- | --------------- | --------------- | --------------- | --------------- | --------------- | --------------- | --------------- | --------------- | --------------- | --------------- | --------------- | --------------- | --------------- | --------------- | --------------- | --------------- | --------------- | --------------- | --------------- | --------------- | --------------- | --------------- | --------------- | --------------- | --------------- | --------------- | --------------- | --------------- | --------------- |
|                 | 1               | 2               | 3               | 4               | 5               | 6               | 7               | 8               | 9               | 10              | 11              | 12              | 13              | 14              | 15              | 16              | 17              | 18              | 19              | 20              | 21              | 22              | 23              | 24              | 25              | 26              | 27              | 28              | 29              | 30              | 31              |                 |
| Gennaio         | Lu              | Ma              | Me              | Gi              | Ve              | Sa              | Do              | Lu              | Ma              | Me              | Gi              | Ve              | Sa              | Do              | Lu              | Ma              | Me              | Gi              | Ve              | Sa              | Do              | Lu              | Ma              | Me              | Gi              | Ve              | Sa              | Do              | Lu              | Ma              | Me              |                 |
| Febbraio        | Gi              | Ve              | Sa              | Do              | Lu              | Ma              | Me              | Gi              | Ve              | Sa              | Do              | Lu              | Ma              | Me              | Gi              | Ve              | Sa              | Do              | Lu              | Ma              | Me              | Gi              | Ve              | Sa              | Do              | Lu              | Ma              | Me              | Gi              |                 |                 |                 |
| Marzo           | Ve              | Sa              | Do              | Lu              | Ma              | Me              | Gi              | Ve              | Sa              | Do              | Lu              | Ma              | Me              | Gi              | Ve              | Sa              | Do              | Lu              | Ma              | Me              | Gi              | Ve              | Sa              | Do              | Lu              | Ma              | Me              | Gi              | Ve              | Sa              | Do              |                 |
| Aprile          | Lu              | Ma              | Me              | Gi              | Ve              | Sa              | Do              | Lu              | Ma              | Me              | Gi              | Ve              | Sa              | Do              | Lu              | Ma              | Me              | Gi              | Ve              | Sa              | Do              | Lu              | Ma              | Me              | Gi              | Ve              | Sa              | Do              | Lu              | Ma              |                 |                 |
| Maggio          | Me              | Gi              | Ve              | Sa              | Do              | Lu              | Ma              | Me              | Gi              | Ve              | Sa              | Do              | Lu              | Ma              | Me              | Gi              | Ve              | Sa              | Do              | Lu              | Ma              | Me              | Gi              | Ve              | Sa              | Do              | Lu              | Ma              | Me              | Gi              | Ve              |                 |
| Giugno          | Sa              | Do              | Lu              | Ma              | Me              | Gi              | Ve              | Sa              | Do              | Lu              | Ma              | Me              | Gi              | Ve              | Sa              | Do              | Lu              | Ma              | Me              | Gi              | Ve              | Sa              | Do              | Lu              | Ma              | Me              | Gi              | Ve              | Sa              | Do              |                 |                 |
| Luglio          | Lu              | Ma              | Me              | Gi              | Ve              | Sa              | Do              | Lu              | Ma              | Me              | Gi              | Ve              | Sa              | Do              | Lu              | Ma              | Me              | Gi              | Ve              | Sa              | Do              | Lu              | Ma              | Me              | Gi              | Ve              | Sa              | Do              | Lu              | Ma              | Me              |                 |
| Agosto          | Gi              | Ve              | Sa              | Do              | Lu              | Ma              | Me              | Gi              | Ve              | Sa              | Do              | Lu              | Ma              | Me              | Gi              | Ve              | Sa              | Do              | Lu              | Ma              | Me              | Gi              | Ve              | Sa              | Do              | Lu              | Ma              | Me              | Gi              | Ve              | Sa              |                 |
| Settembre       | Do              | Lu              | Ma              | Me              | Gi              | Ve              | Sa              | Do              | Lu              | Ma              | Me              | Gi              | Ve              | Sa              | Do              | Lu              | Ma              | Me              | Gi              | Ve              | Sa              | Do              | Lu              | Ma              | Me              | Gi              | Ve              | Sa              | Do              | Lu              |                 |                 |
| Ottobre         | Ma              | Me              | Gi              | Ve              | Sa              | Do              | Lu              | Ma              | Me              | Gi              | Ve              | Sa              | Do              | Lu              | Ma              | Me              | Gi              | Ve              | Sa              | Do              | Lu              | Ma              | Me              | Gi              | Ve              | Sa              | Do              | Lu              | Ma              | Me              | Gi              |                 |
| Novembre        | Ve              | Sa              | Do              | Lu              | Ma              | Me              | Gi              | Ve              | Sa              | Do              | Lu              | Ma              | Me              | Gi              | Ve              | Sa              | Do              | Lu              | Ma              | Me              | Gi              | Ve              | Sa              | Do              | Lu              | Ma              | Me              | Gi              | Ve              | Sa              |                 |                 |
| Dicembre        | Do              | Lu              | Ma              | Me              | Gi              | Ve              | Sa              | Do              | Lu              | Ma              | Me              | Gi              | Ve              | Sa              | Do              | Lu              | Ma              | Me              | Gi              | Ve              | Sa              | Do              | Lu              | Ma              | Me              | Gi              | Ve              | Sa              | Do              | Lu              | Ma              |                 |

## Premi Nobel
- per la Pace: René Cassin
- per la Letteratura: Yasunari Kawabata
- per la Medicina: Robert W. Holley, Har Gobind Khorana, Marshall W. Nirenberg
- per la Fisica: Luis W. Alvarez
- per la Chimica: Lars Onsager